# 愛的單行道
《愛的單行道》（日语：いっツー）是日本漫畫家岡田和人的日本漫畫作品。於青年漫畫雜誌《Young Champion》（秋田書店）2013年第12期開始至2016年第8期完結。單行本全7卷。
類型為戀愛喜劇。典型的校園喜劇風格，但有較多的性描寫為其特色。
在2014年有兩部真人電影改編上映。改編至單行本第三卷的內容，第二部電影則是完全原創。

## 劇情簡介
和朋友一起去偵查志願學校的相模斗里（サガミ），在那邊遇見了一位令他一見鍾情的學姊（ユイ）。

## 出版書籍
| 集數 | 秋田書店       | 秋田書店               | 長鴻出版社     | 長鴻出版社            |
| 集數 | 發售日期       | ISBN                   | 發售日期       | EAN / ISBN            |
| ---- | -------------- | ---------------------- | -------------- | --------------------- |
| 1    | 2013年12月20日 | ISBN 978-4-253-15161-0 | 2014年8月2日   | EAN 471-5409-86659-6  |
| 2    | 2014年4月18日  | ISBN 978-4-253-15162-7 | 2014年10月14日 | ISBN 978-957-516497-3 |
| 3    | 2014年8月20日  | ISBN 978-4-253-15163-4 | 2015年3月19日  | ISBN 978-957-516634-2 |
| 4    | 2015年2月20日  | ISBN 978-4-253-15164-1 | 即將出版       | 即將出版              |
| 5    | 2015年7月17日  | ISBN 978-4-253-15165-8 | 即將出版       | 即將出版              |
| 6    | 2015年11月20日 | ISBN 978-4-253-15166-5 | 即將出版       | 即將出版              |
| 7    | 2016年5月20日  | ISBN 978-4-253-15167-2 | 即將出版       | 即將出版              |

## 電影
- 《愛的單行道 THE MOVIE》 2014年8月2日上映
- 《愛的單行道 THE MOVIE 2》2014年8月9日上映

## 外部連結
- いっツー THE MOVIE – クロックワークス公式サイト – THE KLOCKWORX （页面存档备份，存于）
- いっツー THE MOVIE 2 – クロックワークス公式サイト – THE KLOCKWORX （页面存档备份，存于）